# MC光光
MC光光（1986年7月18日—），本名郑光，出生于江苏南京
，中国大陆饶舌歌手。2003年與老王、光光（a.k.a L.Z.）、Lil D3vil（a.k.a Eric.P）、ScRaTcH_P（a.k.a Overmind Masta）、李民和舒文在2003創立南京话说唱組合D-Evil。2020年担任综艺节目《说唱听我的》导师。

## 演艺经历
2009年被评为嘻哈文化音乐节最佳人气选手。
2015年，MC光光与歌手沉珂合作的歌曲《飞向别人的床》、与歌手K-bo合作的歌曲《No性No爱》及个人单曲《这不是一首一夜情的歌》被列入中华人民共和国文化部发布的网络音乐产品黑名单（即所谓“120首禁歌”）。2017年，举办“过山车”全国巡演。
2020年，MC光光担任芒果TV综艺节目《说唱听我的》导师。